# Bithionol
Bithionol là một chất kháng khuẩn, chống giun và algaecide. Nó được sử dụng để điều trị Anoplocephala perfoliata (sán dây) ở ngựa  và Fasciola hepatica (sán lá gan).

## Cơ chế tác động
Bithionol đã được chứng minh là một chất ức chế mạnh của adenylyl cyclase hòa tan, một enzyme nội bào quan trọng trong việc xúc tác adenosine triphosphate (ATP) thành cyclic adenosine monophosphate (cAMP). Adaselyl cyclase hòa tan được kích hoạt độc đáo bởi bicacbonat. CAMP được hình thành bởi enzyme này có liên quan đến khả năng của tinh trùng, điều hòa áp lực mắt, điều hòa axit-base và giao tiếp tế bào hình sao/tế bào thần kinh.
Nó có liên quan đến hexachlorophene organochlorine, được chứng minh là một chất ức chế đặc hiệu đồng phân của adenylyl cyclase hòa tan. Bithionol có hai vòng thơm với một nguyên tử lưu huỳnh liên kết giữa chúng và nhiều ion clo và nhóm hydroxyl đi ra từ các nhóm phenyl. Các nhóm chức năng này có khả năng tương tác kỵ nước, ion và cực.
Các tương tác liên phân tử này chịu trách nhiệm liên kết bithionol với vị trí gắn bicarbonate của adenylyl cyclase hòa tan đủ hiệu quả để gây ức chế cạnh tranh với chất nền bicarbonate thông thường. Chuỗi bên của arginine 176 trong vị trí gắn bicarbonate tương tác đáng kể với vòng thơm của phân tử bithionol. Sự thay đổi về hình dạng, dị thường này cản trở khả năng của vị trí hoạt động của adenylyl cyclase hòa tan để liên kết ATP đầy đủ để chuyển đổi nó thành cAMP. Arginine 176 thường tương tác với ATP và các ion xúc tác khác tại vị trí hoạt động, vì vậy khi nó chuyển từ vị trí bình thường để tương tác với chất ức chế bithionol, nó không còn có chức năng giữ ATP liên kết với vị trí hoạt động.

## An toàn và quy định
LD50 (uống, chuột) là 2100 mg/kg.
Bithionol trước đây được sử dụng trong xà phòng và mỹ phẩm cho đến khi FDA Hoa Kỳ cấm nó vì tác dụng cảm quang. Các hợp chất đã được biết là gây ra sự nhạy cảm quang hóa.